# Mladen Božović
Mladen Božović, född 1 augusti 1984 i Titograd (nuvarande Podgorica), SFR Jugoslavien, är en montenegrinsk fotbollsmålvakt som spelar för den grekiska klubben AEL och Montenegros fotbollslandslag.